# Спанце
Спанце је насеље у Србији у општини Куршумлија у Топличком округу. Према попису из 2022. било је 152 становника (према попису из 1991. било је 258 становника).
У селу се налази етно кућа из 1879. године.

## Демографија
У насељу Спанце живи 208 пунолетних становника, а просечна старост становништва износи 55,1 година (53,2 код мушкараца и 57,2 код жена). У насељу има 99 домаћинстава, а просечан број чланова по домаћинству је 2,24.
Ово насеље је великим делом насељено Србима (према попису из 2002. године), а у последња три пописа, примећен је пад у броју становника.
|  |

| Демографија | Демографија | Демографија |
| Година      | Становника  | Становника  |
| ----------- | ----------- | ----------- |
| 1948.       | 1.054       |             |
| 1953.       | 1.062       |             |
| 1961.       | 924         |             |
| 1971.       | 664         |             |
| 1981.       | 395         |             |
| 1991.       | 258         | 255         |
| 2002.       | 222         | 224         |

| Етнички састав према попису из 2002.‍ | Етнички састав према попису из 2002.‍ | Етнички састав према попису из 2002.‍ | Етнички састав према попису из 2002.‍ | Етнички састав према попису из 2002.‍ |
| ------------------------------------ | ------------------------------------ | ------------------------------------ | ------------------------------------ | ------------------------------------ |
|                                      |                                      |                                      |                                      |                                      |
| Срби                                 | Срби                                 |                                      | 217                                  | 97,74%                               |
| непознато                            | непознато                            |                                      | 5                                    | 2,25%                                |

| Година пописа     | 1948. | 1953. | 1961. | 1971. | 1981. | 1991. | 2002. |
| ----------------- | ----- | ----- | ----- | ----- | ----- | ----- | ----- |
| Број домаћинстава | 161   | 166   | 176   | 164   | 143   | 115   | 99    |

| Број чланова      | 1  | 2  | 3 | 4 | 5 | 6 | 7 | 8 | 9 | 10 и више | Просек |
| ----------------- | -- | -- | - | - | - | - | - | - | - | --------- | ------ |
| Број домаћинстава | 30 | 45 | 8 | 5 | 8 | 3 | 0 | 0 | 0 | 0         | 2,24   |

| Пол    | Укупно | Неожењен/Неудата | Ожењен/Удата | Удовац/Удовица | Разведен/Разведена | Непознато |
| ------ | ------ | ---------------- | ------------ | -------------- | ------------------ | --------- |
| Мушки  | 108    | 23               | 71           | 11             | 3                  | 0         |
| Женски | 103    | 9                | 69           | 22             | 2                  | 1         |
| УКУПНО | 211    | 32               | 140          | 33             | 5                  | 1         |

| Пол    | Укупно                    | Пољопривреда, лов и шумарство | Рибарство                            | Вађење руде и камена | Прерађивачка индустрија       |
| ------ | ------------------------- | ----------------------------- | ------------------------------------ | -------------------- | ----------------------------- |
| Мушки  | 49                        | 18                            | 0                                    | 0                    | 22                            |
| Женски | 19                        | 14                            | 0                                    | 0                    | 4                             |
| УКУПНО | 68                        | 32                            | 0                                    | 0                    | 26                            |
| Пол    | Производња и снабдевање   | Грађевинарство                | Трговина                             | Хотели и ресторани   | Саобраћај, складиштење и везе |
| Мушки  | 0                         | 3                             | 0                                    | 1                    | 0                             |
| Женски | 0                         | 0                             | 0                                    | 0                    | 0                             |
| УКУПНО | 0                         | 3                             | 0                                    | 1                    | 0                             |
| Пол    | Финансијско посредовање   | Некретнине                    | Државна управа и одбрана             | Образовање           | Здравствени и социјални рад   |
| Мушки  | 0                         | 0                             | 2                                    | 0                    | 1                             |
| Женски | 0                         | 0                             | 0                                    | 0                    | 1                             |
| УКУПНО | 0                         | 0                             | 2                                    | 0                    | 2                             |
| Пол    | Остале услужне активности | Приватна домаћинства          | Екстериторијалне организације и тела | Непознато            | Непознато                     |
| Мушки  | 2                         | 0                             | 0                                    | 0                    | 0                             |
| Женски | 0                         | 0                             | 0                                    | 0                    | 0                             |
| УКУПНО | 2                         | 0                             | 0                                    | 0                    | 0                             |